# Момчетата от Джърси
„Момчетата от Джърси“ (на английски: Jersey Boys) е щатска биографична музикална драма от 2014 г. на режисьора и продуцента на Клинт Истууд, базиран на едноименния мюзикъл от 2004 г. Оригиналните членове на групата Франки Вали и Боб Гаудио (който също композира музиката на филма) са изпълнителни продуценти на филма.
Филмът е пуснат в САЩ на 20 юни 2014 г.